# Valéry Demory
Pour les articles homonymes, voir Demory.
Valéry Demory, né le 13 septembre 1963 à Denain (Nord), est un joueur puis entraîneur français de basket-ball. Il est l'entraîneur du club féminin de Lattes-Montpellier depuis 2021.

## Biographie
Ancien meneur international français, qui a joué entre autres au Cholet Basket, CSP Limoges et à Pau-Orthez, il a obtenu deux titres de champion de France, et participé également à un Final Four de la coupe d'Europe des clubs champions en 1990.
Après sa carrière de joueur, il prend en main l'équipe féminine du Mourenx Basket Club. Mis à part une pige à Évreux pour tenter de sauver, sans succès, le club eurois de la descente en Pro B, il reste fidèle à un club qu'il aide à franchir les échelons du basket féminin, passant de Nationale 3 à la Ligue nationale de basket-ball en 2005.
En 1981, il jouait aux côtés de Michel Creton et Claude Jade le rôle de joueur de basket-ball Didier Varence dans le téléfilm "Treize".
Entraîneur de l'équipe féminine de Montpellier, il est nommé entraîneur de l'année par ses pairs après sa qualification pour les play-offs et sa victoire en Coupe de France en 2010-2011.
En 2015-2016, Montpellier remporte la Coupe de France et le championnat de France face à Bourges.
À la suite du rachat du Lyon Basket par Tony Parker, il rejoint le club rhônalpin pour l'exercice 2017-2018. Il remporte son troisième titre de champion LFB avec ce club à l'issue de la saison 2018-2019.
En juin 2021, après des tensions avec Tony Parker, il est remplacé par Pierre Vincent. En septembre 2021, après l'éviction de Stéphane Leite, il fait son retour à  Montpellier pour un contrat de quatre ans.
En octobre 2021, il est nommé à la tête des Belgian Cats, la sélection féminine belge de basket-ball, mais il est remercié un an plus tard.

## Clubs
Joueur
- 1981-1982 :  AS Denain-Voltaire
- 1982-1983 :  Stade français (Nationale 1)
- 1983-1987 :  ESM Challans (Nationale 1)
- 1987-1989 :  Cholet Basket (N 1 A)
- 1989-1991 :  Limoges CSP (N 1 A)
- 1991-1994 :  Élan béarnais Pau-Orthez (N 1 A)
- 1994-1997 :  Cholet Basket (Pro A)
- 1997-2000 :  ALM Évreux (Pro A)

Entraîneur
- 2000-2001 :  Mourenx BC (NF3)
- 2001 :  ALM Évreux (Barrages de relégation Pro A)
- 2001-2007 :  Mourenx BC (de NF3 à LFB)
- 2007-2017 :  Lattes-Montpellier MMA (LFB)
- 2017-2021 :  ASVEL féminin[9] (LFB)
- 2021- :  Lattes-Montpellier MMA (LFB)
- 2021-2022 :  Équipe de Belgique féminine

## Palmarès

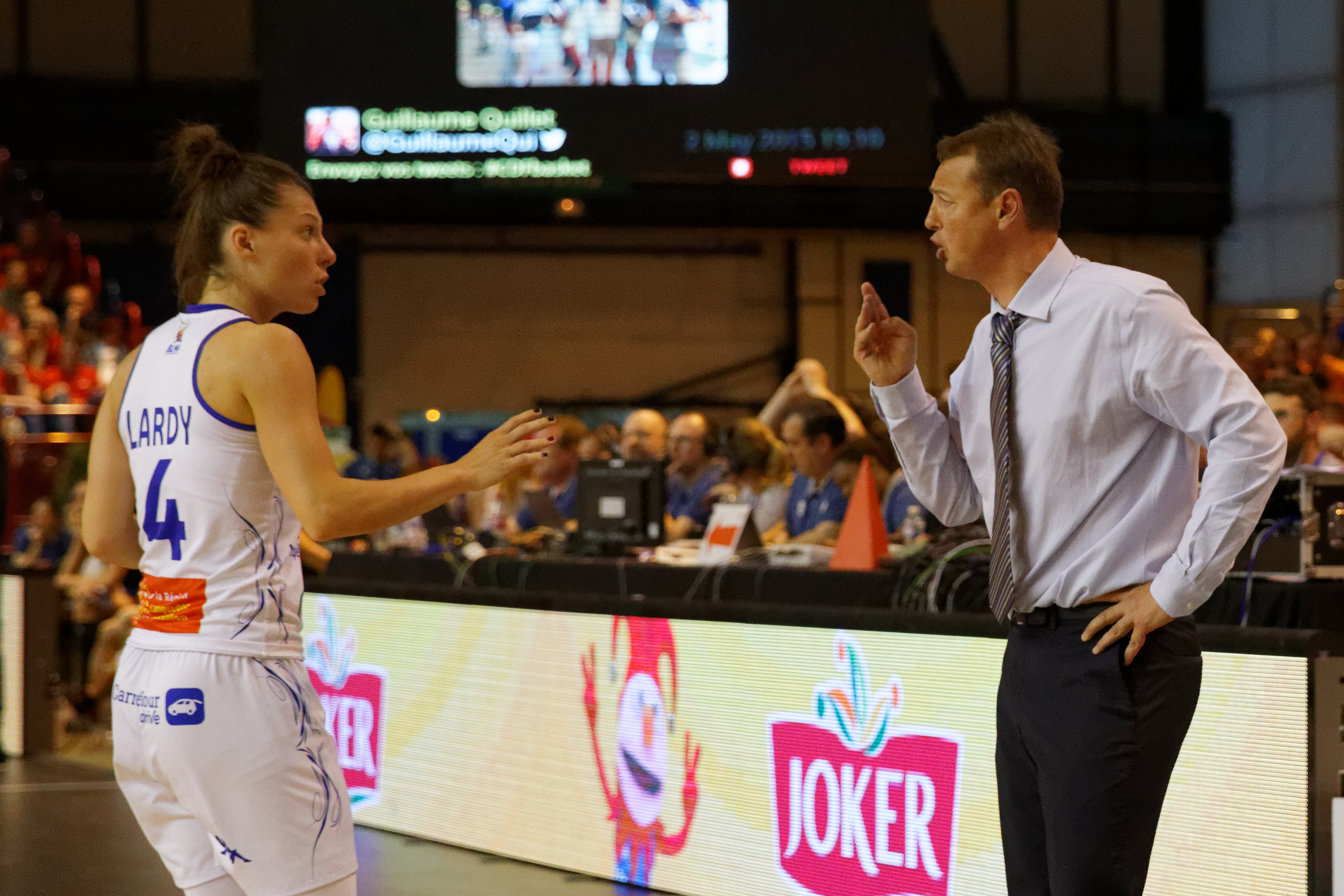
Avec Anaël Lardy.

### Comme joueur
- Champion de France N1A en 1990.
- Champion de France Pro A en 1992.
- Vainqueur du Tournoi des As en 1990 et 1992.
- Vainqueur de la Semaine des As en 1993.
- MVP Espoir en 1983 et 1985.
- Vice-champion de France N1A en 1988 et 1991.
- Finaliste du Tournoi des As en 1988, 1989 et 1991.
- Finaliste de la Coupe Busnel en 1995.
- Participation au Final Four de la coupe d'Europe des clubs champions en 1990.
- 121 sélections en équipe de France

### Comme entraîneur
- Accession en Ligue Féminine en 2005 (Mourenx).
- Vice-champion de France NF2 et accession en NF1 en 2003 (Mourenx).
- Accession en NF2 en 2002 (Mourenx).
- Champion de France LFB : 2014[10], 2016[3] et 2019[11]
- Coupe de France féminine : 2011[12], 2013[13], 2015[14] et 2016[15].